# جان ادوارد رابینسون
جان ادوارد رابینسون (متولد ۲۷ دسامبر، ۱۹۴۳) شهروند آمریکا و قاتل زنجیره ای، متقلب، اختلاسگر، آدم‌ربا، و جاعل است که در سال ۲۰۰۳ بابت سه فقره ارتکاب قتل در حوالی کانزاس سیتی، کانزاس، گناهکار شناخته شد و برای دو مورد از آنها به مجازات اعدام محکوم شد. در سال ۲۰۰۵، وی در دادگاهی در کانزاس سیتی، میسوری، طی یک معامله در ازای دریافت چندین حکم حبس ابد بدون بخشش و اجتناب از حکم‌های اعدام بیشتر، مسئولیت پنج قتل دیگر را نیز بر عهده گرفت. محققان نگران هستند که قربانی‌های ناشناخته دیگری نیز وجود داشته باشند. در سال ۲۰۱۷، رابینسون با هشت اتهام قتل در دو ایالت، همچنان در صف اعدام کانزاس می‌باشد.
از آنجا که او با اکثر قربانیان بعد از سال ۱۹۹۳ خود، از طریق چت روم‌های آنلاین ارتباط برقرار کرده بود، گاهی اوقات با عنوان «نخستین قاتل زنجیره‌ای اینترنت» از او یاد می‌شود.

## سنین کودکی و جوانی
رابینسون در سیسیرو، ایلینوی، به عنوان سومین فرزند از پنج فرزند یک پدر الکلی و یک مادر منضبط متولد شد. : 4  او در سال ۱۹۵۷ عضو گروه پیشاهنگی عقاب‌ها بود و گفته می‌شود با گروهی از پیشاهنگ‌ها که در مقابل ملکه الیزابت دوم اجرا داشتند، به لندن سفر کرد. در هماهن سال در مدرسه کیگلی در شیکاگو ثبت نام کرد، یک مدرسه خصوصی پسرانه برای تربیت کشیش، که البته بعد از یک سال به خاطر مسائل انضباطی بیرون شد.
وی در سال ۱۹۶۱ در کالج مورتون در سیسیرو ثبت نام کرد تا تکنسین اشعه ایکس بشود، اما بعد از دو سال کناره‌گیری کرد. در سال ۱۹۶۴، به کانزاس سیتی نقل مکان و با نانسی جو لینچ ازدواج کرد و نخستین فرزندشان جان جونیور در سال ۱۹۶۵ و سپس دخترشان کیمبرلی در سال ۱۹۶۷ و دوقلوها کریستوفر و کریستین در سال ۱۹۷۱ به دنیا آمدند.

## جنایات اولیه
رابینسون برای نخستین بار در سال ۱۹۶۹ درکانزاس سیتی دستگیر شد. او ۳۳ هزار دلار با استفاده از اسناد جعلی، از دکتر والاس گراهام که در مطب وی شغل تکنیسین پرتو ایکس را داشت، اختلاس کرده بود. او به سه سال عفو مشروط محکوم شد.
در سال ۱۹۷۰، رابیسنون با بازگشت به شیکاگو بدون اجازه افسر عفو مشروط خود، حکمش را نقض کرد و در کمپانی آر.بی. جونز به عنوان فروشنده بیمه مشغول به کار شد. وی در سال ۱۹۷۱، بار دیگر برای اختلاس در بودجه شرکت دستگیر شد و به کانزاس سیتی که در آنجا حکم عفو مشروطش تمدید شده بود، بازگردانده شد. این حکم در سال ۱۹۷۵ بعد از دستگیری مجدد، بار دیگر تمدید شد. این ما اتهام او کلاهبرداری در بورس اوراق بهادار، مرتبط با یک شرکت «مشاوره پزشکی» تلفنی بود که در کانزاس سیتی به راه انداخته بود.
در طول این دوره، ظاهر خود به عنوان یک شهرونده جامعه‌مدار و مرد خانواده را حفظ کرد، او پیشوای پیشاهنگی، مربی بیس بال و دبیر پرورشی مدرسه شد. در سال ۱۹۹۷، خودش را وارد هیئت مدیره یک سازمان خیریه محلی کرد و مجموعه‌ای از نامه‌ها را از جانب مدیر عامل آن خطاب به شهردار کانزاس سیتی جعل کرد، و همین‌طور از جانب شهردار به سایر رهبران مدنی، که دربارهٔ تلاش‌های سخاوتمندانه داوطلبانه خودش بود. در نهایت، او خودش را به عنوان مرد سال سازمان نامگذاری کرد و جشنی به افتخار خودش برپا کرد.
رابینسون بالاخره در سال ۱۹۷۹، دوره عفو مشروط خود را تمام کرد؛ اما در سال ۱۹۸۰ برای چندین اتهام، از جمله اخاذی و جعل چک، دستگیر شد که بابت آن در سال ۱۹۸۲، ۶۰ روز به زندان رفت. بعد از این که آزاد شد، یک شرکت آب‌کشت راه اندازی کرد و با گول‌زدن یکی از دوستان، ۲۵ هزار دلار از او پول گرفت و به او قول داد که بازگشت سرمایه آنقدر سریع خواهد بود که بتواند هزینه خدمات پزشکی همسر در حال فوتش را پرداخت کند. : 4  گفته می‌شود در همین زمان بود که او شروع به پیشنهاد مقاربه جنسی به زنان همسایه کرد، که منجر به درگیری و کتک کاری با یکی از شوهران آنها شد. وی همچنین ادعا کرد که به یک فرقه مخفی سادومازوخیسم به نام شورای بین‌المللی ارباب‌ها (International Council of Masters) ملحق شده و در آنجا تبدیل به «ارباب برده» (Slavemaster) شده که وظایفش شامل اغوای قربانیان به شرکت در دورهمی‌ها و شکنجه شدن و مورد تجاوز قرار گرفتن توسط اعضای فرقه بود.

## قتل‌ها آغاز می‌شود
در سال ۱۹۸۴، رابینسون که دو شرکت جعلی دیگر راه اندازی کرده بود (اکی-پلاس و اکی-۲)، پائولا گادفری ۱۹ ساله را استخدام کرد تا به عنوان نماینده فروش کار کند. گادفری به دوستان و خانواده‌اش گفت که رابینسون می‌خواهد او را برای آموزش به جای دیگری اعزام کند. بعد آن که هیچ خبری از او نشد، والدین گادفری یک گزارش مفقودی پر کردند. پلیس از رابینسون بازجویی کرد و او داشتن هرگونه اطلاعات دربارهٔ محل وی را انکار کرد. چندین روز بعد، والدین او یک نامه تایپ شده با امضای گادفری در پایین برگه را دریافت کردند که برای کمک رابینسون از او تشکر کرده و خاطرنشان کرده بود که حالش «خوب» است و نمی‌خواسته خانواده اش را ببیند. تحقیقات متوقف شد، زیرا گادفری به سن قانونی رسیده بود و شواهدی مبنی بر مشکلی وجود نداشت. هرگز هیچ ردپایی از پائولا گادفری پیدا نشد.
رابینسون در سال ۱۹۸۵، با استفاده از نام جان اوزبورن، با لیسا استاسی و دختر چهارماهه‌اش تیفانی، در یک پناهگاه زنان آسیب دیده در کانزاس سیتی دیدار کرد. او به لیسا وعده یک کار در شیکاگو، یک آپارتمان، و پرستار روزانه برای فرزندش را داد و از او خواست چندین صفحه کاغذ سفید را امضا کند. چند روز بعد، رابینسون با برادر و همسر برادرش که موفق نشده بودند از طریق شیوه‌های سنتی، سرپرستی فرزندی را بر عهده بگیرند تماس گرفت و به آن‌ها اطلاع داد کودکی را می‌شناسد که مادرش اقدام به خودکشی کرده‌است. دان و هلن رابینسون در ازای ۵۵۰۰ دلار «هزینه‌های قانونی»، تیفانی استاسی (که هویت او در سال ۲۰۰۰ با تست دی‌ان‌ای تأیید شد) را دریافت کردند. دیگر هرگز خبری از لیسا استاسی شنیده نشد. : 4 
در سال ۱۹۸۷، کاترین کلمپیت ۲۷ ساله، فرزندش را نزد والدینش در ویچیتا فالز، تگزاس گذاشت و به کانزاس سیتی رفت تا کار پیدا کند. او توسط رابینسون استخدام شد، که گفته می‌شود به وی وعده مسافرت‌های زیاد و کمد لباس جدید داده بود. او در ماه ژوئن همان سال ناپدید شد. پرونده مفقودی وی همچنان باز است.
از سال ۱۹۸۷ تا ۱۹۹۳، رابینسون ابتدا در کانزاس (۱۹۸۷ تا ۱۹۹۱) به علت چندین اتهام کلاهبرداری، و سپس در میسوری برای یک اتهام تقلب دیگر، زندانی شد. او در سازمان تأدیبی غرب میسوری، با بورلی بونر ۴۹ ساله، کتابدار زندان دیدار کرد که همسرش را رها کرد و بعد از آزادی وی، به کانزاس نقل مکان کرد تا برایش کار کند. بعد از آن که رابینسون هماهنگی‌های لازم را انجام داد که چک‌های نفقه بونر به صندوق پستی کانزاس ارجاع داده شود، اعضای خانواده وی دیگر هرگز چیزی از او نشنیدند. تا چندین سال بعد، مادر بونر هنوز چک‌هایش را برای او می‌فرستاد و رابینسون همچنان آنها را نقد می‌کرد.
تا آن زمان، رابینسون اینترنت را کشف کرده بود و در چندین سایت شبکه‌های اجتماعی، از نام "Slavemaster" استفاده می‌کرد و به دنبال زنانی می‌گشت که از ایفای نقش پارتنر مطیع (برده) در حین رابطه جنسی لذت ببرند. یکی از اولین افراد، شیلا فیث ۴۵ ساله بود که دختر ۱۵ ساله‌اش دبی، به علت عارضه مهره شکاف، روی ویلچر می‌نشست. رابینسون که خود را به عنوان یک تاجر ثروتمند و نیکوکار جا زده بود، پیشنهاد کرد که هزینه‌های پزشکی دبی را پرداخت کند و به شیلا کار بدهد. در سال ۱۹۹۴، مادر و دختر از فولرتون کالیفرنیا به کانزاس سیتی نقل مکان کردند و بلافاصله ناپدید شدند. تا هفت سال بعد، رابینسون کماکان چک‌های بازنشستگی فیث را نقد می‌کرد. : 6 
به تدریج، رابینسون در چت روم‌های آنلاین BDSM معروف شد. او در سال ۱۹۹۹، یک شغل و یک رابطه خفت‌بندی را به ایزابلا لویکا، یک مهاجر لهستانی ۲۱ ساله که در ایندیانا زندگی می‌کرد، پیشنهاد کرد. وقتی او به کانزاس سیتی نقل مکان کرد، رابینسون که در آن زمان هنوز متأهل بود، به او یک حلقه نامزدی داد و وی را به دفتر ثبت شهرستان آورد که در آنجا هزینه مجوز ازدواجی را پرداخت کردند که هرگز دریافت نشد. مشخص نیست که آیا لویکا باور کرده بود که او و رابینسون ازدواج کرده‌اند یا خیر؛ او به والدینش گفت که ازدواج کرده اما هرگز نام شوهرش را به آن‌ها نگفت. او یک قرارداد بردگی با ۱۱۵ مورد را امضا کرد که تقریباً کنترل تمامی جنبه‌های زندگی اش را به رابینسون می‌داد. در تابستان ۱۹۹۹، او ناپدید شد. رابینسون به طراح وبی که استخدام کرده بود گفت که او در حین استعمال ماریجوانا دستگیر و از کشور اخراج شده‌است. : 8 
در همان زمان حدودی که لویکا ناپدید شد، یک پرستار بالینی مجوزدار به نام سوزت تروتن، از میشیگان به کانزاس آمد تا همراه با رابینسون و به عنوان برده جنسی مطیع او، به جهان سفر کند. مادر تروتن چندین نامه تایپ شده دریافت کرد که توسط دخترش امضا شده بود و به نظر می‌رسید زمانی ارسال شده که این زوج در سفرهای خارجی بودند. با این وجود، همه نامه‌ها مهر پستی کانزاس سیتی را داشتند. مادر سوزت گفت که نامه‌ها به شکل عجیبی بدون هیچ گونه اشتباهی بودند. بعدها رابینسون به مادر تروتن گفت که او بعد از دزدیدن پول از وی، با یک آشنا فرار کرده‌است. : 9 

## دستگیری
با گذشت زمان، رابینسون به شکل فزاینده‌ای بی‌دقت شد و در مخفی کردن ردپای خود ضعیفتر عمل کرد. او تا ۱۹۹۹، توجه مقامات را هم در کانزاس و هم در میسوری به خود جلب کرده بود و نامه او در بازجویی‌های افراد گمشده به چشم می‌خورد.
رابینسون در ژوئن ۲۰۰۰، در مزرعه خود در نزدیکی کانزاس دستگیر شد؛ زیرا یک زن به خاطر جرائم جنسی، و دیگری به خاطر سرقت اسباب‌بازی‌های جنسی، از او شکایت کرده بودند. اتهام سرقت، سرانجام علت احتمالی که برای اخذ مجوز جستجو به آن نیاز داشتند را به محققان داد. نیروی ویژه در مزرعه، اجساد فاسد شده دو زن را در دو بشکه ۸۵ پوندی پیدا کردند که بعداً مشخص شد متعلق به ایزابلا لویکا و سوزت تروتن بوده‌است. : 9 
در میسوری، سایر اعضای گارد ویژه با جستجوی یک انبار که رابینسون دو گاراژ در آن اجاره کرده بود، سه بشکه مشابه دیگر پیدا کردند که حاوی اجساد بورلی بونر، شیلا فیث و دخترش دبی فیث بود. هر پنج زن به یک شکل کشته شده بودند، با یک یا چند ضربه به سر توسط یک ابزار کُند. : 9 

## محکومیت
در سال ۲۰۰۲، رابینسون در کانزاس برای قتل سوزت تروتن، ایزابلا لویکا و لیسا استاسی محاکم شد. وی پس از گذراندن طولانی‌ترین محاکمه جنایی در تاریخ کانزاس، در تمامی دادگاه‌ها محکوم شد. او بابت قتل تروتن و لویکا به مجازات اعدام، و برای قتل استاسی به حبس ابد محکوم شد (چون استاسی قبل از اینکه کانزاس مجدداً از مجازات اعدام استفاده کند، کشته شده بود). وی همچنین برای «مداخله در واگذاری» کودک استاسی، ۵ تا ۲۰ سال حکم زندان گرفت، و برای آدم‌ربایی تروتن به ۲۰٫۵ سال زندان محکوم شد و هفت ماه حبس برای دزدی. : 9 
پس از محاکمه کانزاس، رابینسون با اتهامات قتل در میسوری روبرو شد. میسوری در پیگیری اتهامات مجازات بسیار جدی تر است (کانزاس از زمانی که مجازات اعدام را در سال ۱۹۹۴ مجدداً برپا کرده، کسی را اعدام نکرده‌است)، و وکلای رابینسون سعی داشتند از برگزاری محاکمه در آنجا اجتناب کنند.کریس کوستر، دادستان میسوری، اصرار داشت که در هر نوع معامله برای فرجام بایستی این شرط وجود داشته باشد که رابینسون، مقامات را به محل اختفای اجساد لیسا استاسی، پائولا گادفری و کاترین کلمپیت ببرد. رابینسون که هرگز به هیچ نحوی با محققان همکاری نکرده بود، از این خواسته نیز سرباز زد؛ اما کوستر همچنان تحت فشار بود که معامله کند زیرا پرونده وی خیلی سرراست نبود (یکی از مشکلات این بود که هیچ مدرک واضحی وجود نداشت که هیچ‌کدام از این قتل‌ها واقعاً درون حوزه قضایی او رخ داده باشد. رابینسون در سوی دیگر، تحت فشار بود تا از حکم اعدام تقریباً قطعی در میسوری جلوگیری کند.
هنگامی که مشخص شد که بقایای اجساد زنان هرگز بدون همکار رابینسون پیدا نخواهد شد، نوعی مصالحه صورت گرفت: رابینسون در یک اظهارنامه که به دقت نگاشته شده بود، در اکتبر ۲۰۰۳، اذعان داشت که کوستر مدارک کافی برای محکوم کردن وی به قتل گادفری، کلمپیت، بونر و فیث‌ها را دارد. برخی ناظران معتقدند که این اظهارات خالی از هرگونه پذیرش مسئولیت بوده‌است. : 15  او برای هر یک از پنج قتل، حکم حبس ابد بدون بخشش دریافت کرد.
در نوامبر ۲۰۱۵، دادگاه عالی کانزاس، محکومیت به قتل تروتن و استاسی را به دلایل فنی تبرئه کرد، اما محکومیت قتل لویکا و همراهی آن با مجازات اعدام را حفظ کرد. گفته می‌شود این نخستین باری بود که دادگاه عالی کانزاس، از زمانی که مجازات اعدام را در سال ۱۹۹۴ از سر گرفته، حکم اعدام صادر کرده‌است. رابینسون در حال حاضر در صف اعدام در الدورادو نگهداری می‌شود.

## پس از آن
نانسی رابینسون در سال ۲۰۰۵، بعد از ۴۱ سال ازدواج، درخواست طلاق کرد و به عنوان علت، به ناسازگاری و اختلافات آشکار اشاره نمود.
در سال ۲۰۰۶، دختر لیسا استاسی (که بعد از به سرپرستی گرفته شدن نامش هدر رابینسون شده بود) یک شکایت مدنی علیه مرکز پزشکی ترومن در کانزاس سیتی و مددکار اجتماعی آن به نام کارن گادیس تنظیم کرد. این گزارش، گادیس را متهم کرده بود که وقتی جان رابینسون در سال ۱۹۸۴ به او گفته که یک سازمان خیریه دارد که به «مادران بی سرپرست نوزادان سفیدپوست» کمک می‌کند، وی را به استاسی و نوزادش مرتبط ساخته‌است. در سال ۲۰۰۷، هدر رابینسون و بیمارستان در خصوص مبلغ غرامتی که اعلام نشد، به توافق رسیدند و رابینسون گفت که آن را با مادربزرگ واقعی خود، پاتریشیا سیلوستر، تقسیم خواهد کرد. هدر رابینسون در سال ۲۰۰۷ در شکایت دیگری پیروز شد که مانع از آن می‌شد که جان رابینسون از هر گونه فروش کتاب یا فیلم احتمالی در آینده، منتفع شود.
در سال ۲۰۰۶، جسد زن جوانی در یک بشکه در محدوده روستایی آیووا، که ظاهراً رابینسون در آنجا یک شریک تجاری داشته‌است، پیدا شد. هویت قربانی (که کارشناسان پزشکی قانونی می‌گویند ممکن است بیست سال یا بیشتر در بشکه بوده باشد) و مشارکت احتمالی رابینسون در این قتل، همچنان به شکل قطعی مشخص نیست. پلیس کانزاس و میسوری نگرانند که قربانیان ناشناس بیشتری هم وجود داشته باشند. یکی از افسران معتقد است: "او کارهایی که با این زنان کرده‌است را مثل راز پیش خودش نگه داشته، هرگز نخواهد گفت، آخرین چیزیست که بر آن کنترل دارد." "[احتمالاً] بشکه‌های دیگری وجود دارد که منتظر گشوده شدن هستند، اجسادی دیگر که در انتظار پیدا شدن هستند."

## قربانیان
گفته می‌شود که رابینسون مسئول هفت قتل است، اما تعداد کل قربانیان وی هنوز مشخص نیست. در ادامه، خلاصه‌ای به ترتیب زمانی از هشت قربانی آورده شده‌است که تا کنون شناسایی شده‌اند:
- ۱۹۸۴: پائولا گادفری (۱۹ ساله)؛ جسدش هرگز پیدا نشد
- ۱۹۸۵: لیسا استاسی (۱۹ ساله)؛ جسدش هرگز پیدا نشد
- ۱۹۸۷: کاترین کلمپیت (۲۷ ساله)؛ جسدش هرگز پیدا نشد
- ۱۹۹۳: بورلی بونر (۴۹ ساله)؛ جسدش در انباری در ریمور، میسوری کشف شد
- ۱۹۹۴: شیلا فیث (۴۵ ساله) و دبی فیث (۱۵ ساله)؛ جسد هر دو در انباری در ریمور، میسوری کشف شد
- ۱۹۹۹: ایزابل لویکا (۲۱ ساله)؛ جسدش در مزرعه رابینسون در نزدیکی کانزاس کشف شد
- ۲۰۰۰: سوزت تروتن (۲۸ ساله)؛ جسدش در مزرعه رابینسون در نزدیکی کانزاس کشف شد

## زمینه فرهنگی
کتابی در سال ۲۰۰۱ به قلم جان گلات به نام «ارباب برده اینترنت» منتشر شد، که مستندی از زندگی رابینسون تا دادگاهش در کانزاس است.
دومین کتاب گلات به نام «فریب خورده» در سال ۲۰۰۵ منتشر شد و بر زندگی قربانیان رابینسون و کسان دیگری که تحت تأثیر جنایات او بوده‌اند تمرکز داشت.
سومین کتاب به نام «هر کسی که بخواهی همان می‌شوم: داستان واقعی سکس و مرگ در اینترنت» به قلم جان داگلاس و استفان سینگولار در سال ۲۰۰۳ منتشر شد.
Robinson's criminal activities were also profiled on episodes of the A&E series Cold Case Files, Investigation Discovery's FBI: Criminal Pursuit, Sins & Secrets, Vanity Fair Confidential and Deadly Doctors, as well as Forensic Files, and The New Detectives on the Discovery Channel.